# Épidémie de méningites à Dieppe
Une épidémie de méningites bactériennes sévit de 2003 à 2013 dans la ville de Dieppe et sa région. Provoquée par une souche particulièrement virulente de méningocoques de type B:14, elle touche 165 personnes et fait au moins 20 morts, principalement des enfants et des nourrissons, pendant cette décennie. Entre 2006 et 2010, une campagne de vaccination permet de contrôler puis de faire reculer l'épidémie qui s'éteint quelques années plus tard tout en laissant une marque dans la mémoire collective des habitants de la région.

## L'épidémie
La bactérie Neisseria meningitidis, nom scientifique du méningocoque, n'infecte que l'être humain et est présente dans le rhinopharynx d'environ 10 % de la population chez qui elle se manifeste en général par des rhumes bénins. Dans environ 1 cas sur 400 et pour des raisons encore mal connues, elle provoque des infections beaucoup plus graves comme des méningites aiguës ou des sepsis sévères appelées purpura fulminans. Ces deux pathologies ont un taux de létalité élevé et peuvent laisser des séquelles lourdes aux survivants.
À Dieppe, les premiers cas pré-épidémiques sont diagnostiqués en 1989 puis leur nombre augmente dans les années suivantes. Ils sont dus à une souche virulente de méningocoques de type B:14. Les jeunes enfants sont les plus susceptibles d'être touchés, ce qui inquiète beaucoup les parents de la région. À partir de 2005, une campagne d'information et de prévention est mise en place, suivie l'année suivante par une campagne de vaccination à l'aide du MenBvac, un vaccin produit par l'Institut norvégien de la santé publique (en) qui avait été développé dans les années 1980 pour une autre souche de méningocoques B.
Le MenBvac ne confère qu'une immunité limitée dans le temps, mais le fait de l'administrer à un grand nombre de personnes (principe de l'immunité grégaire) permet de faire reculer l'épidémie entre 2007 et 2010 et la bactérie finit par presque disparaître de la région quelques années plus tard. Le dernier cas est diagnostiqué en 2013.

## Recherche du mécanisme de l'infection
La raison pour laquelle la région dieppoise a été touchée par cette épidémie n'est pas connue. Pour le professeur François Caron du centre hospitalier universitaire de Rouen (CHU de Rouen), « l'hypervirulence du B:14 est très rare dans le monde ». 
L'épidémie fait l'objet de recherches dans les années suivantes menées par l'Institut Pasteur avec l'aide du CHU de Rouen et de l'Hôpital universitaire de Genève. Elles permettent de comprendre le mécanisme de l'infection. Les méningocoques possèdent un système qui leur permet de capter le fer à partir de l'hémoglobine. Ce système est activé, ou non, en fonction de l'état d'une séquence d'ADN portée par un gène de la bactérie. Contrairement aux B:14 prélevées sur des porteurs sains chez lesquelles ce système est éteint, il est activé sur celles identifiées chez des malades, les bactéries prélèvent alors du fer et deviennent très virulentes. Cette étude fait l'objet d'une publication dans la revue médicale à comité de lecture Virulence (en) en 2018.